# Parlamentsvalget i Portugal 1878
Parlamentsvalget i Portugal 1878 blev afholdt den 13. oktober 1878. Resultatet var en sejr for Partido Regenerador, der vandt 97 mandater.

## Resultater
| Parti                           | Stemmer | %    | Mandater |
| ------------------------------- | ------- | ---- | -------- |
| Partido Regenerador             |         |      | 97       |
| Partido Progressista            |         |      | 22       |
| Constituent Party               |         |      | 14       |
| Partido Republicano Português   |         |      | 1        |
| Andre partier og uafhængige     |         |      | 3        |
| Ugyldige/blanke stemmer         |         | –    | –        |
| Total                           | 523,929 | 100  | 137      |
| Registrerede vælgere/deltagelse | 824,726 | 63.5 | –        |
| Kilde: Nohlen & Stöver          |         |      |          |

Resultatet er inkluderet med mandater fra de oversøiske territorier.